# Александар Јовановић (сликар, 18. век)
Александар Јовановић (Сремска Митровица, 1784) био је српски сликар.
Александар Јовановић је студирао на Ликовној академији у Бечу.